# Ribera del Duero - Comarca de Roa
Ribera del Duero - Comarca de Roa es una mancomunidad burgalesa que recoge algunos pueblos de la comarca Ribera del Duero y, entre ellos, todos los del Valle del Esgueva pertenecientes a Burgos.

## Pueblos

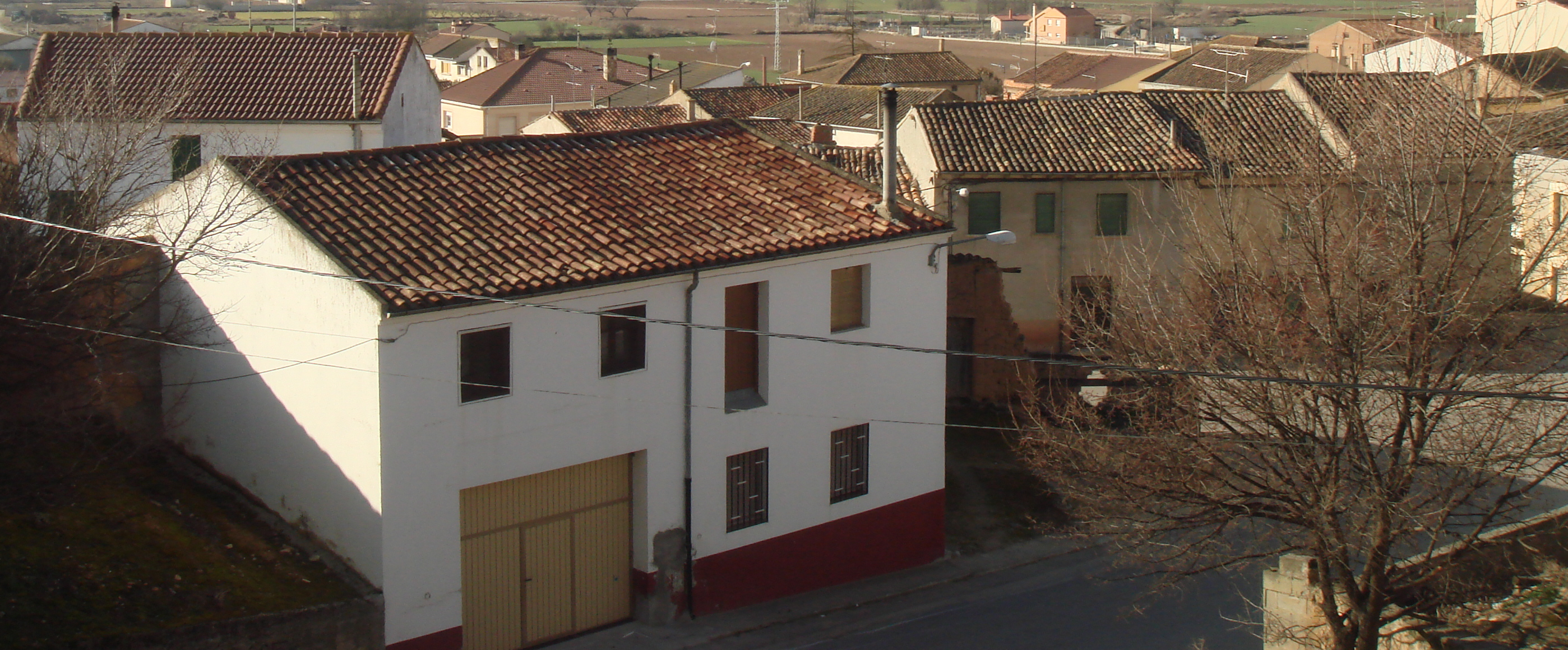
Villalba de Duero - Arquitectura popular

Adrada de Haza, Anguix, Bahabón de Esgueva, Berlangas de Roa, Cabañes de Esgueva, Castrillo de la Vega, La Cueva de Roa, Fuentecén, Fuentelisendo, Fuentemolinos, Gumiel de Mercado, Haza, Hontangas, La Horra, Hoyales de Roa, Mambrilla de Castrejón, Nava de Roa, Olmedillo de Roa, Pedrosa de Duero, Roa, San Martín de Rubiales, Santibáñez de Esgueva, La Sequera de Haza, Sotillo de la Ribera, Terradillos de Esgueva, Torresandino, Tórtoles de Esgueva, Valdezate, Villaescusa de Roa, Villalba de Duero y Villatuelda.

## Obras y servicios
Recogida de basuras y su posterior tratamiento. Alumbrado público y su mantenimiento. Abastecimiento de aguas a domicilio y su cloración y servicio de mantenimiento. Servicio de extinción de incendios. Oficina de recaudación de tributos (impuestos, contribuciones especiales y tasas). Residencia de ancianos. Recogida selectiva de vidrio y papel. Realización de obras de infraestructura rural.

## Flora y fauna en la comarca Ribera del Duero
- Flora y vegetación en esta zona 
  - Agrícola y prados artificiales (Agrícola y prados artificiales)
  - Cultivo con arbolado disperso (Cultivo con arbolado disperso)
  - Pinares de pino carrasco (Bosque)
  - Matorral (Matorral)
  - Encinares (A.F.M. (Bosquetes))
  - Quejigares (A.F.M. (Bosquetes))
  - Pastizal Matorral (Pastizal Matorral)
  - Pinares de pino carrasco (Bosque Plantación)
  - Arbolado disperso coníferas y frondosas (Bosque)
  - Artificial (Artificial)
  - Pinares de pino piñonero (Bosque Plantación)
  - Mezclas de coníferas autóctonas con alóctonas (Bosque)
  - Prado (Prado)
  - Arbolado disperso de coníferas (Bosque Plantación)
  - Infraestructuras de conducción (Infraestructuras de conducción)
  - Choperas y plataneras de producción (A.F.M. (Riberas))
  - Acacia
  - Álamo, chopo (Populus)
  - Mocha, salguero o sauce blanco (Salix alba)
  - Olmo (Ulmus)
- Fauna en esta zona 
  - Anfibios
    - rana común rana común (Pelophylax perezi),
    - rana común (Rana perezi)
    - zampoño, sapo zampoño (sapo partero común) (Alytes obstetricans)
    - sapillo moteado común (Pelodytes punctatus)
    - sapillo pintojo ibérico (Discoglossus galganoi)

  - Aves
    - abejaruco europeo (Merops apiaster)
    - abubilla abubilla (Upupa epops)
    - agateador común (Certhia brachydactyla)
    - alcaraván común (Burhinus oedicnemus)
    - alcaudón común (Lanius senator)
    - alcotán europeo (Falco subbuteo)
    - alondra común (Alauda arvensis),
    - alondra totovía (Lullula arborea)
    - ánade real (azulón)
    - ánade real (azulón) (Anas platyrhynchos)
    - autillo europeo (Otus scops)
    - avión común (Delichon urbicum)
    - azor común (Accipiter gentilis)
    - bisbita arbóreo (Anthus trivialis),
    - bisbita campestre (Anthus campestris)
    - búho chico (Asio otus)
    - busardo ratonero (ratonero común) (Buteo buteo)
    - calandria común (Melanocorypha calandra)
    - carbonero común (Parus major)
    - carricero común (Acrocephalus scirpaceus), carricero tordal (Acrocephalus arundinaceus)
    - cernícalo vulgar (Falco tinnunculus)
    - chochín (Troglodytes troglodytes)
    - chotacabras pardo (Caprimulgus ruficollis)
    - codorniz común (Coturnix coturnix)
    - cogujada común (Galerida cristata), cogujada montesina (Galerida theklae)
    - colirrojo tizón (Phoenicurus ochruros)
    - collalba gris (Oenanthe oenanthe)
    - collalba rubia (Oenanthe hispanica)
    - corneja negra (Corvus corone)
    - críalo europeo (Clamator glandarius)
    - cuco común (Cuculus canorus)
    - cuervo (Corvus corax)
    - curruca capirotada (Sylvia atricapilla),
    - curruca carrasqueña (Sylvia cantillans),
    - curruca mosquitera (Sylvia borin),
    - curruca rabilarga (Sylvia undata),
    - curruca tomillera (Sylvia conspicillata),
    - curruca zarcera (Sylvia communis)
    - escribano hortelano (Emberiza hortulana),
    - escribano montesino (Emberiza cia),
    - escribano soteño  (Emberiza cirlus)
    - estornino negro (Sturnus unicolor)
    - focha común (Fulica atra)
    - gallineta común (polla de agua, pollona negra, gal gallineta común (polla de agua, pollona negra) (Gallinula chloropus)
    - golondrina común (Hirundo rustica)
    - gorrión chillón (Petronia petronia),
    - gorrión común (Passer domesticus),
    - gorrión molinero (Passer montanus)
    - grajilla occidental (Corvus monedula)
    - herrerillo común (Parus caeruleus)
    - jilguero (Carduelis carduelis)
    - lavandera blanca (aguzanieves) (Motacilla alba),
    - lavandera boyera (Motacilla flava)
    - lechuza común (Tyto alba)
    - buitre leonado (Gyps fulvus)
    - mirlo común (Turdus merula)
    - mochuelo común (Athene noctua)
    - mosquitero papialbo (Phylloscopus bonelli)
    - oropéndola europea u oriol oropéndola europea (Oriolus oriolus)
    - pájaro moscón europeo (Remiz pendulinus)
    - paloma doméstica (Columba domestica),
    - paloma doméstica (Columba livia/domestica),
    - paloma torcaz (Columba palumbus),
    - paloma zurita (Columba oenas)
    - pardillo común (Carduelis cannabina)
    - perdiz roja (Alectoris rufa)
    - petirrojo europeo (Erithacus rubecula)
    - pico picapinos (Dendrocopos major)
    - pinzón vulgar (Fringilla coelebs)
    - pito real (Picus viridis)
    - ruiseñor bastardo (Cettia cetti),
    - ruiseñor común (Luscinia megarhynchos)
    - tarabilla común (Saxicola torquatus)
    - terrera común (Calandrella brachydactyla)
    - tórtola europea (Streptopelia turtur)
    - triguero (Emberiza calandra)
    - urraca (Pica pica)
    - vencejo común (Apus apus)
    - verdecillo (Serinus serinus)
    - verderón europeo (Carduelis chloris)
    - zarcero común (Hippolais polyglotta)
    - tordo, zorzal común (Turdus philomelos)
    - tordo, zorzal charlo (Turdus viscivorus)

  - Mamíferos
    - conejo común (Oryctolagus cuniculus),
    - liebre ibérica (Lepus granatensis)
    - corzo (Capreolus capreolus)
    - erizo común (Erinaceus europaeus)
    - zorro (Vulpes vulpes)
    - jabalí (Sus scrofa)
    - lirón careto (Eliomys quercinus)
    - lobo (Canis lupus)
    - murciélago orejudo dorado (Plecotus auritus)
    - musaraña gris (Crocidura russula)
    - comadreja común (Mustela nivalis),
    - visón americano (Neovison vison)
    - nutria europea (Lutra ultra)
    - rata común (Rattus norvegicus),
    - rata de agua (Arvicola sapidus),
    - rata negra (Rattus rattus),
    - ratón casero (Mus musculus),
    - ratón de campo (Apodemus sylvaticus),
    - ratón moruno (Mus spretus)
    - tejón común (Meles meles)
    - topillo campesino (Microtus arvalis),
    - topillo lusitano (Microtus lusitanicus),
    - topillo mediterráneo (Microtus duodecimcostatus)

  - Crustáceo decápodo
    - cangrejo americano, cangrejo de río americano o cangrejo rojo americano (Procambarus clarkii)
    - cangrejo señal o cangrejo del Pacífico (Pacifastacus leniusculus)
    - cangrejo de río europeo o cangrejo de patas blancas o cangrejo autóctono de la península ibérica (Austropotamobius pallipes) (casi-totalmente extinto en libertad)

  - Peces continentales
    - barbo común (Barbus bocagei)
    - bermejuela (Chondrostoma arcasii)
    - boga del Duero (Chondrostoma duriense)

  - Reptiles
    - culebra viperina (Natrix maura)
    - lagartija ibérica  (Podarcis hispanica)